# Poul C. Rasmussen
 Der er for få eller ingen kildehenvisninger i denne artikel, hvilket er et problem. Du kan hjælpe ved at angive troværdige kilder til de påstande, som fremføres i artiklen.

Poul Christian Rasmussen (30. marts 1885 i København – 27. juni 1965) var en dansk arkitekt, kreditforeningsdirektør og nazist.

## Karriere
Han var søn af herreekviperingshandler Carl Rasmussen og Anna født Paulsen (død 1915), stod i handelslære 1899-1900 og blev tømrersvend 1904, var i Hamborg og Berlin 1904-05 og tog afgang fra Det tekniske Selskabs Skole 1906. 1906-07 var han bygningskonduktør i København og virkede som selvstændig arkitekt 1907-08. 1908 blev Rasmussen ansat som tegner ved Statsbanerne og blev fungerende bygningskyndig overbanemester på Kystbanen og Nordbanen 1910-11. 1911-15 var han tegner i Generaldirektoratet og var 1915-18 fungerende linjebaneovermester på Slagelse-Næstvedbanen. 1918 blev han konstruktør i Generaldirektoratet, hvilket han var indtil 1931.
I 1919 var han medstifter af Grundejerforeningen af 1919, medlem af bestyrelsen for Københavns Grundejerforening 1920-21, næstformand 1921-22 og formand 1922-23 og igen fra 1924 til 1932. Han blev næstformand i Fællesforeningen af Grundejerforeningen i Københavns og omliggende Kommuner 1921-23 og medlem af bestyrelsen for De danske Grundejerforeningers Landsorganisation fra 1921 til 1932 og formand for Fællesorganisationen for Grundejerforeninger i København og Omegn fra 1924 til 1932 samt medlem af Københavns Hypotekforenings kontrolkomité 1929-32. Han blev i 1932 bygningskyndig direktør i Kreditforeningen af Grundejere i Kjøbenhavn og Omegn og senere Ridder af Dannebrog.

## Nazist
Poul C. Rasmussen var en fremtrædende nazist, som tidligt var med i DNSAP. I april 1943 medvirkede Rasmussen til dannelsen af Dansk Folkeværn, der var Schalburgkorpsets politiske gren, og hvis første ledelse bestod af korpschef K.B. Martinsen, Poul C. Rasmussen selv og dr.jur. Carl Popp-Madsen. I juni 1944 blev han medlem af præsidiet for C.F. von Schalburg's Mindefond. I august 1944 stiftede han det nazistiske parti Dansk National Samling.
Han blev dømt i retsopgøret og dernæst slettet fra Kraks Blå Bog og af listen over Dannebrogsriddere.